# Adrada de Pirón
Adrada de Pirón település Spanyolországban, Segovia tartományban. Adrada de Pirón Torreiglesias, Brieva és Cabañas de Polendos községekkel határos. Lakosainak száma 40 fő (2024).

## Népesség
A település népessége az elmúlt években az alábbi módon változott:
| Lakosok száma | 59   | 47   | 45   | 50   | 45   | 36   | 41   | 39   | 38   | 40   |
|               | 2001 | 2004 | 2007 | 2009 | 2012 | 2014 | 2017 | 2019 | 2022 | 2024 |